# مارتن كانينج
مارتن كانينج (بالإنجليزية: Martin Canning)‏ هو مدرب كرة قدم ولاعب كرة قدم بريطاني، ولد في 3 ديسمبر 1981 في غلاسكو في المملكة المتحدة. لعب مع نادي روس كاونتي ونادي هيبرنيان وهاميلتون أكاديميكال.

## وصلات خارجية
- مارتن كانينج على موقع قاعدة بيانات كرة القدم.إي يو (الإنجليزية)
- مارتن كانينج على موقع Soccerbase.com (لاعب) (الإنجليزية)
- مارتن كانينج على موقع Soccerbase.com (مدرب) (الإنجليزية)